# SoundGate
SoundGate（サウンドゲート）は、2000年代前半にソニーが販売していたデスクトップオーディオシステム（マイクロコンポ）である。

## 概説
デッキ（CD/MD・アンプ部分）がCDケース大（LAM-1）ないしはトールケース大（LAM-10以降）程度の面積であり、小型スピーカーを合わせた全体の面積がB4ないしA4ファイル程度とコンパクトに纏められたマイクロコンポである。Net MD対応のローンチモデルとしての側面もあり、全機種がMDの全角（2バイト）文字表示に対応し、SonicStage（CP以前）をインストールしたPCとの接続によりNet MDの転送が可能である。LAM-X1以降はHi-MDデッキとなっている。
本シリーズの展開終了と入れ替わりに展開されたNETJUKEの初期機種（NAS-A1 / NAS-A10）で、DAN-Z1の機能が踏襲されている。

## 機種一覧
- LAM-Z1 / LAM-1

2001年12月10日発売。
NetMD対応MDデッキとCDプレーヤーを搭載。ATRAC用DSPはTYPE-Rを搭載。Z1のみスピーカーを付属。
- DAN-Z1

2002年2月発売。
ソニーのコンポでは初めてHDD（6GB）を搭載し、音楽CDからリッピングした内蔵HDDの音楽を、NetMDやメモリースティックにチェックアウトすることが可能。
- LAM-Z10 / LAM-10

2002年11月21日発売。
筐体が縦長に変更され、ATRAC用DSPはTYPE-Sを搭載。SPに加えLPでもCD-MD4倍速録音に対応。Z10のみ本体と同色のスピーカーが付属。
- LAM-Z03

2003年10月21日発売。
モデルやデザインは前モデルを踏襲しているが、スピーカーが2ウェイになった。また本モデル以降スピーカーなしモデルの設定が廃止された。
- LAM-X1

2004年7月21日発売。Hi-MD対応。
- LAM-Z05

2004年11月21日発売。
デザインが前モデルより角ばった感じになり、バーティカルローディング方式が採用された。